# Облапи
Облапи — село в Україні, у Дубівській сільській громаді Ковельського району Волинської області. Населення становить 916 осіб.Село Облапи розташоване в північному напрямку від адміністративного центру громади с. Дубове на відстані 11км.  В селі функціонує Облапський ліцей в якому навчається 125 учнів, сільська амбулаторія медичної практики сімейної медицини, клуб, бібліотека. Зареєстровано 5 закладів торгівлі. Фінансово-господарську діяльність здійснює сільськогосподарське підприємство ТзОВ «Облапське». Діє дві православних церкви Київського та Московського патріархату.

## Географія
На північно-східній околиці села в лісі Багно біля урочища Рибреща розташоване озеро Велике (рос. Большое). В кінці XIX століття це озеро називалося Облапи.

## Історія
У 1906 році село Несухоїзької волості Ковельського повіту Волинської губернії. Відстань від повітового міста 13 верст, від волості 8. Дворів 252, мешканців 1682.

## Населення
Згідно з переписом УРСР 1989 року чисельність наявного населення села становила 986 осіб, з яких 453 чоловіки та 533 жінки.
За переписом населення України 2001 року в селі мешкало 911 осіб.

### Мова
Розподіл населення за рідною мовою за даними перепису 2001 року:
| Мова       | Відсоток |
| ---------- | -------- |
| українська | 99,02 %  |
| російська  | 0,87 %   |
| білоруська | 0,11 %   |

## Відомі люди
- Данилевич Роман Миколайович (1980—2014) — солдат 3-го механізованого батальйону 51-ї окремої механізованої бригади (Володимир). Загинув у бою за Іловайськ (Донецька область) в районі смт Кутейникове.
- Кірєєв Ігор Фаррахович (1969—2014) — солдат Збройних сил України, учасник російсько-української війни[7]

## Фотографії

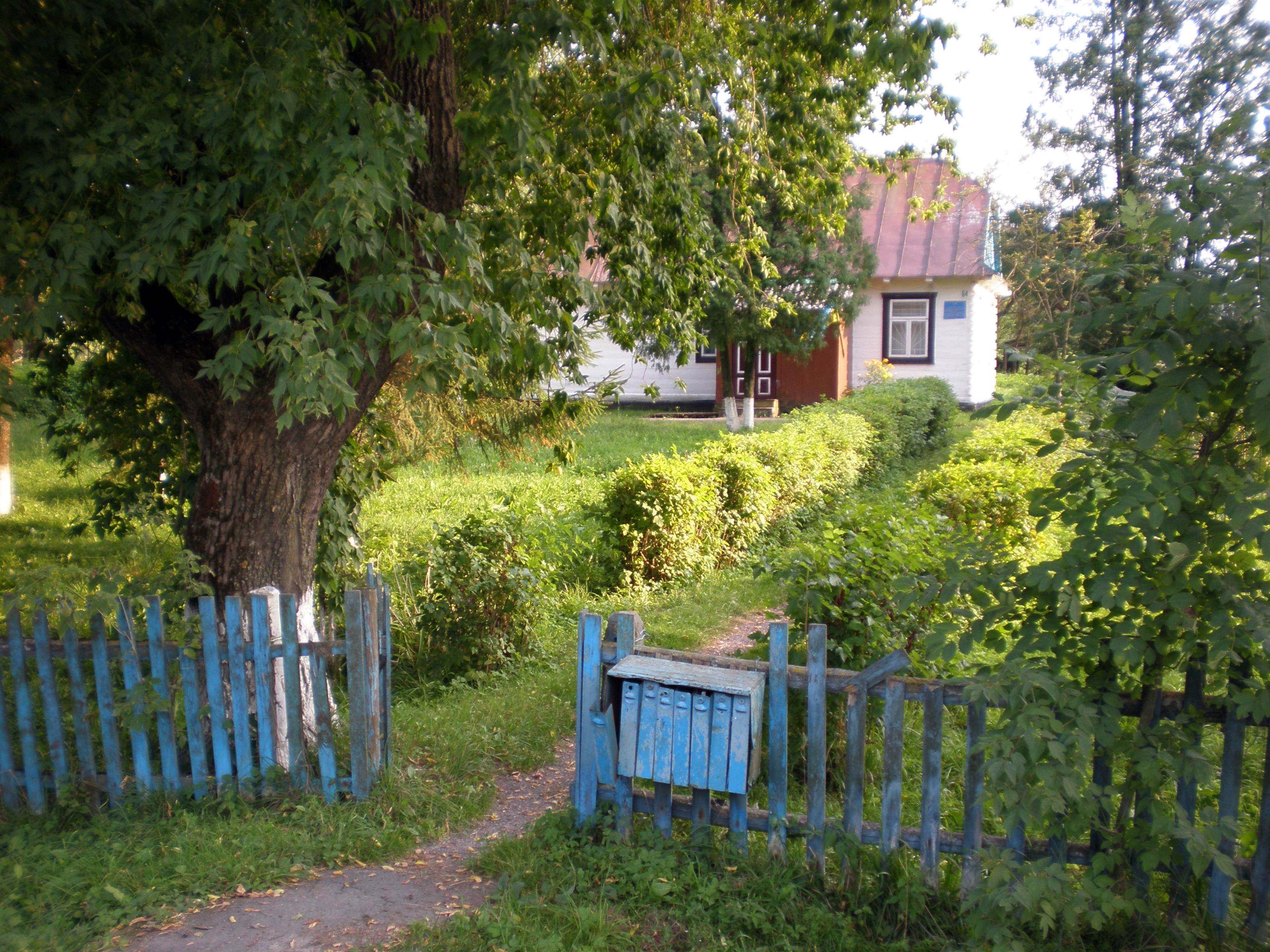
Сільрада
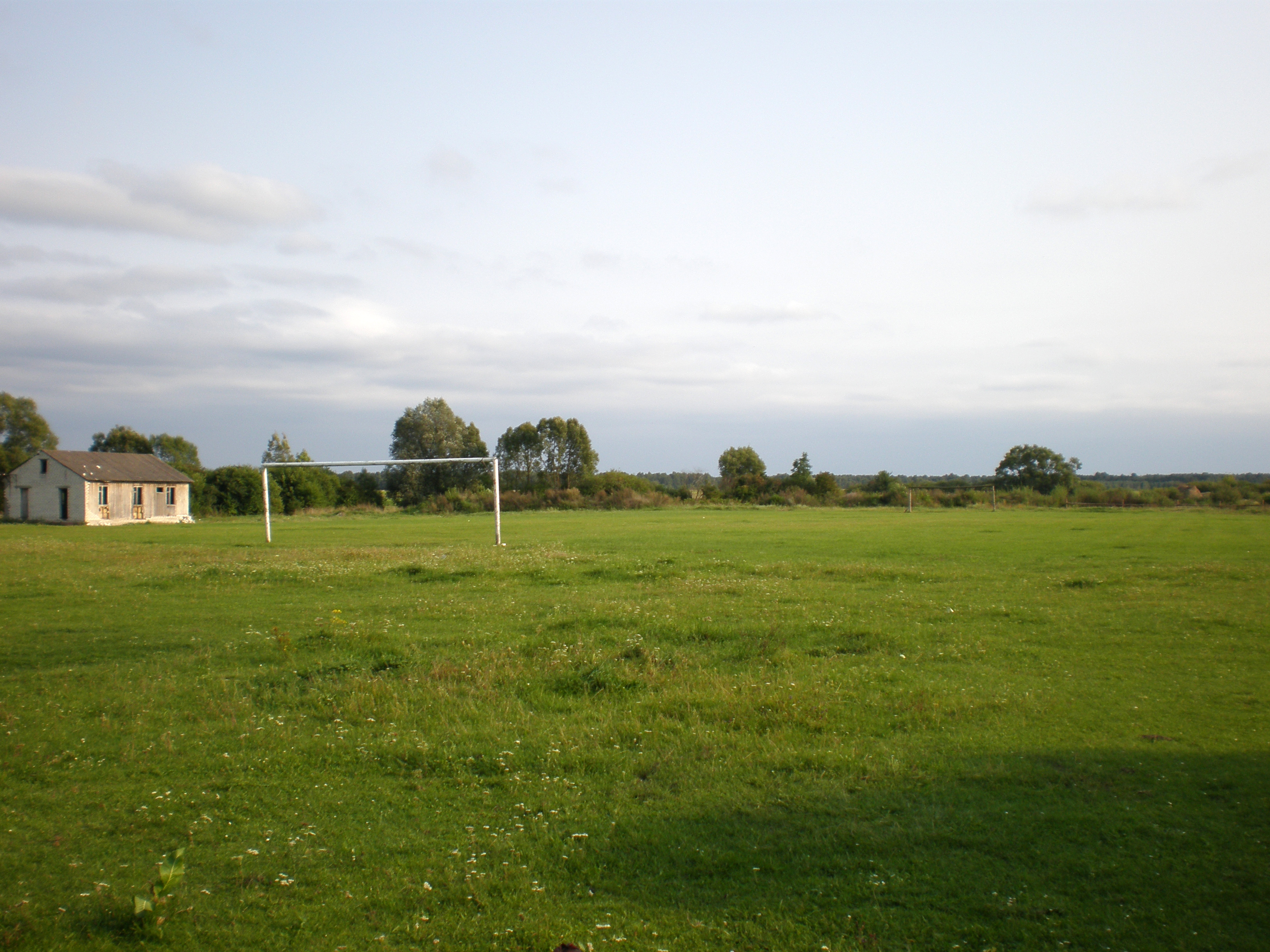
Футбольне поле
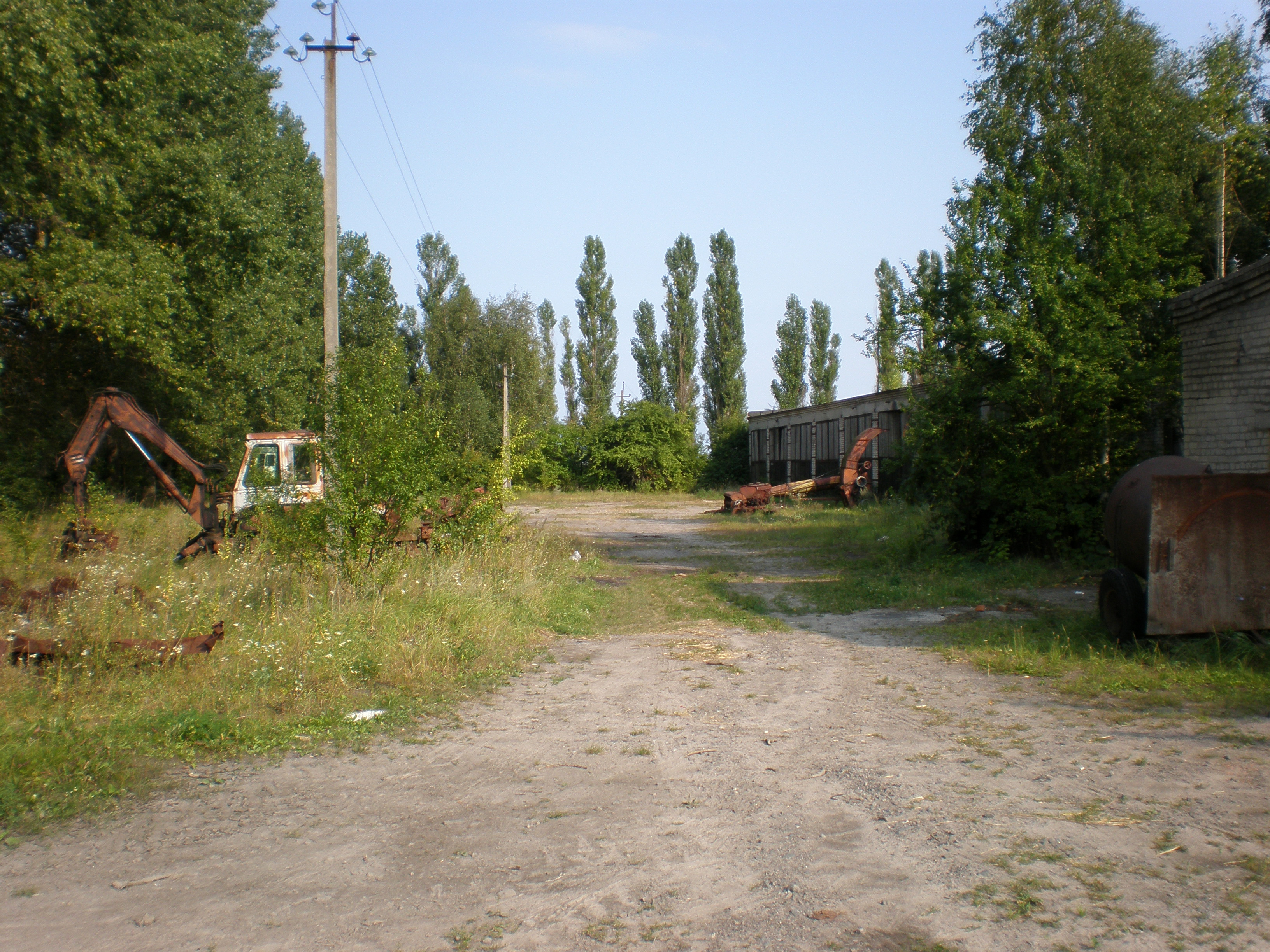
Залишки МТС
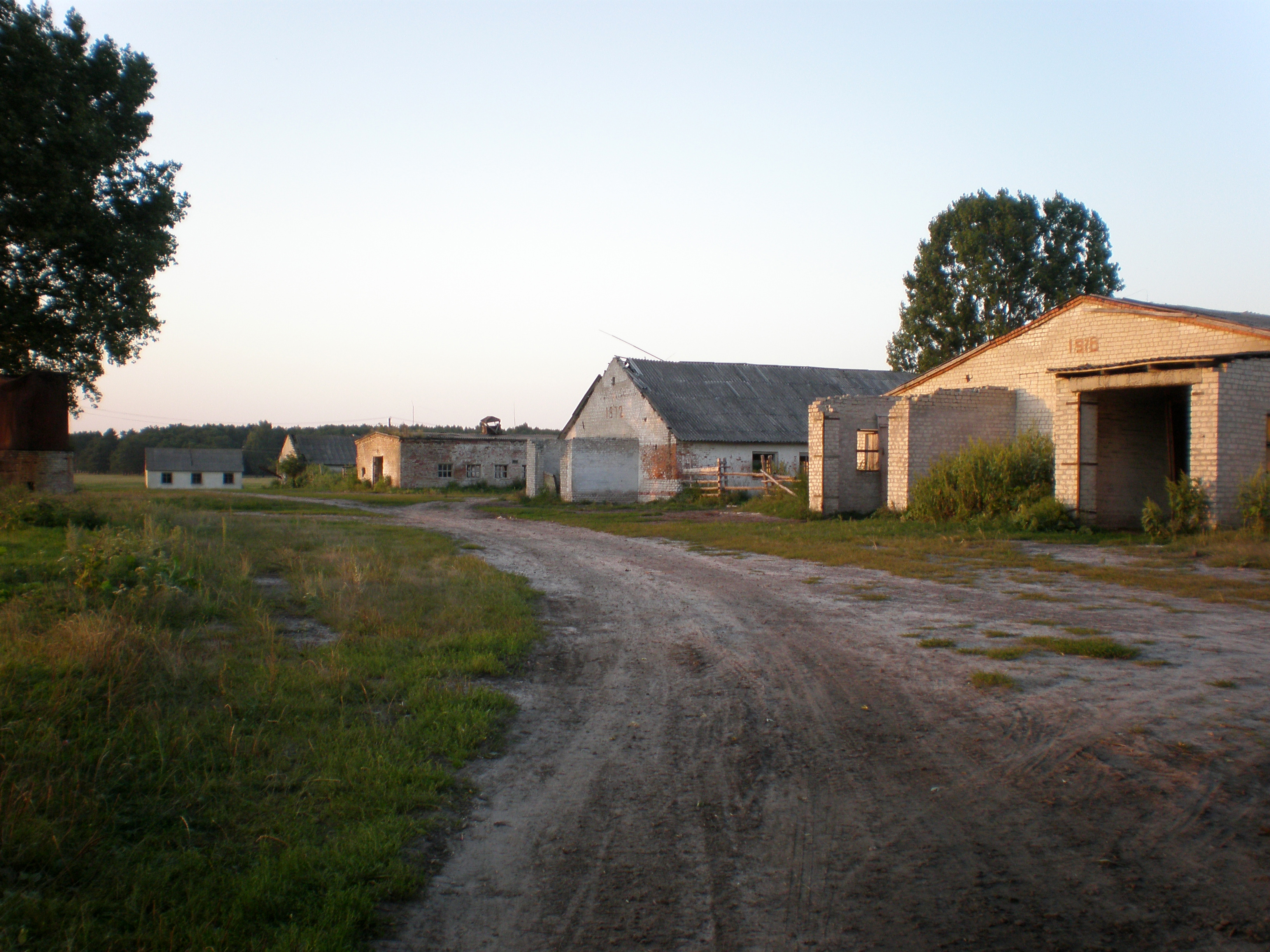
Зруйнована твариницька ферма
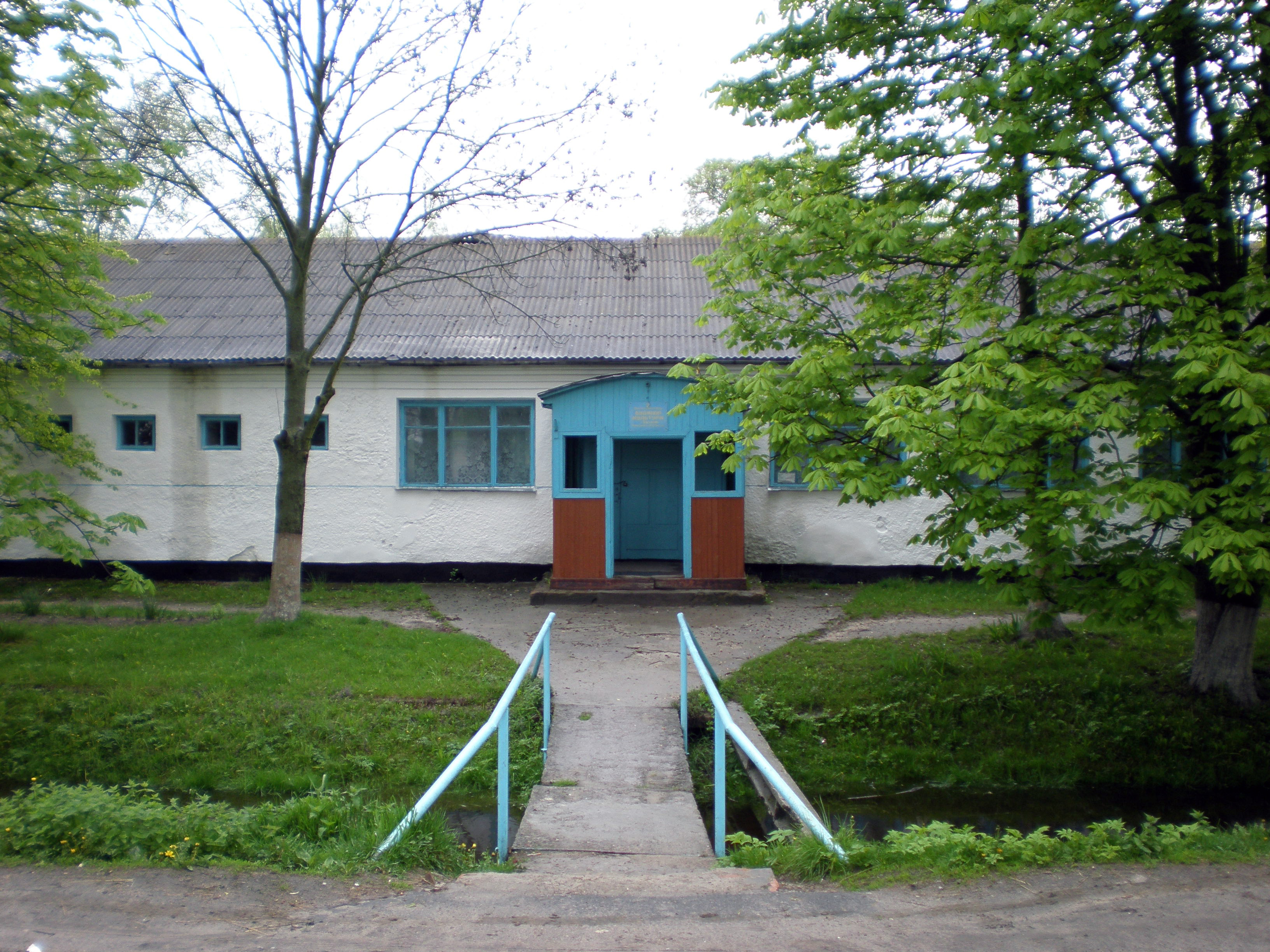
Палац культури
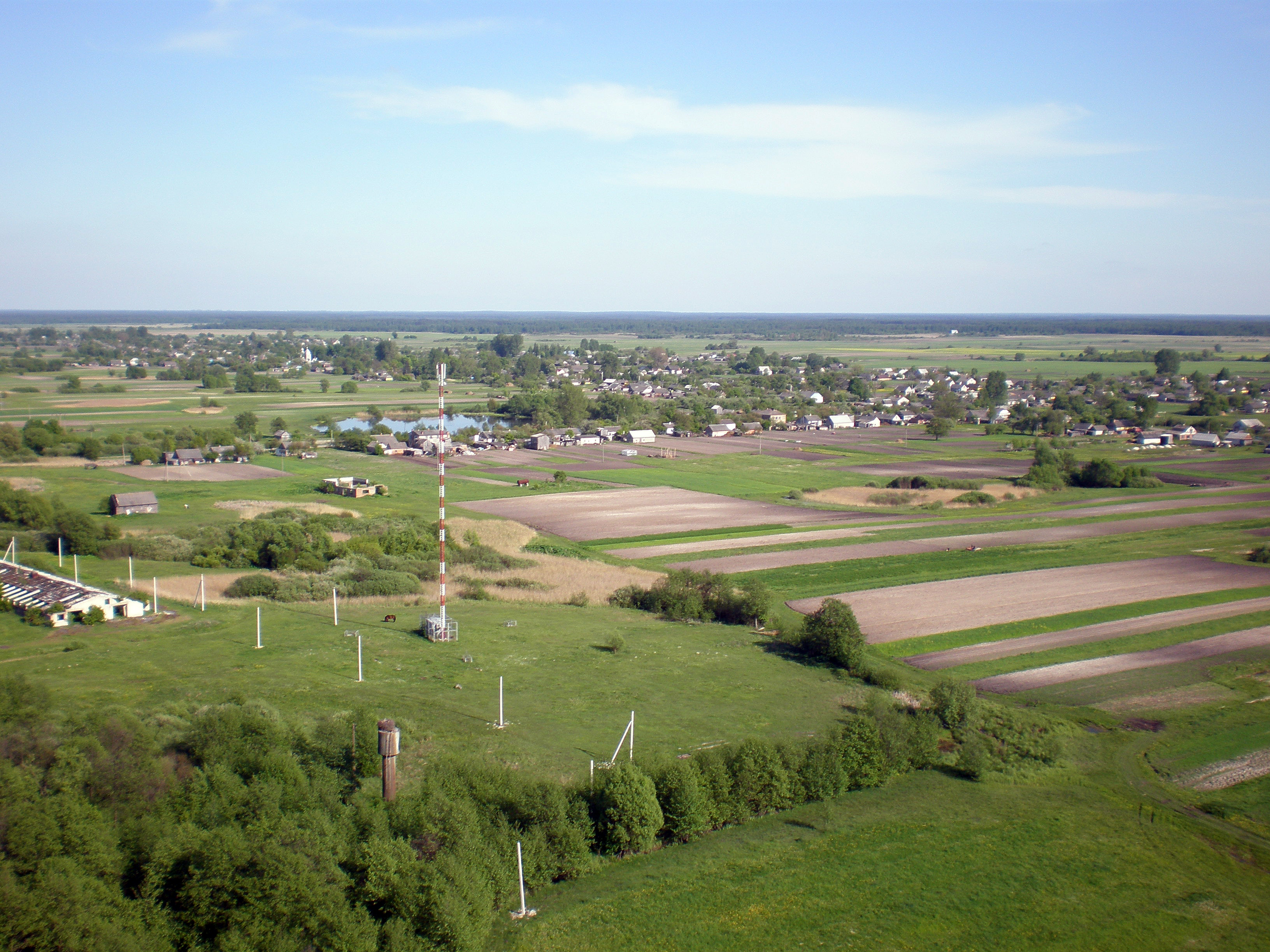
Вигляд з височини
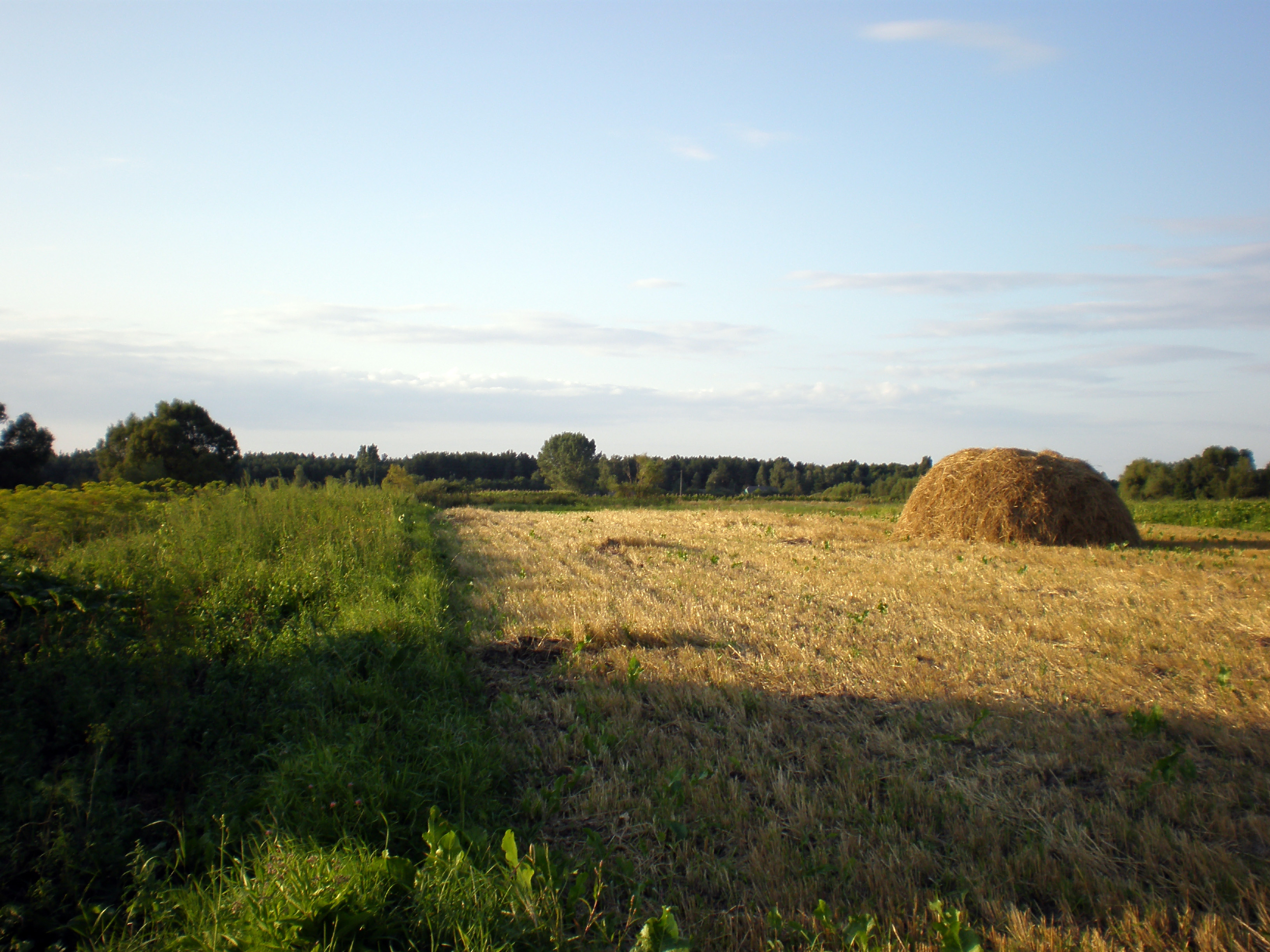
Поля